# Vega Strike
Vega Strike是一个3D太空战斗交易模拟器，源代码协议为GPLv2，是开源软件，是用C/C++通过OpenGL API 实现3D 效果，内部脚本是用Python和XML。玩家作为一个飞船船长，可以接受任务，周旋在各个星际和势力进行交易掠夺等活动。游戏的宇宙是在开始时随机生成的。

## 特性
截止0.5版本，此游戏具有较为完整的战斗、任务系统、教程和背景。
官方运行一个网络对战服务器。

## 其他
- Oolite
- 重要开源游戏列表